# Liste des arrêtés de protection de biotope du Finistère
La liste des arrêtés de protection de biotope du Finistère présente les arrêtés de protection de biotope du département du Finistère.

L’arrêté de protection de biotope est un outil réglementaire issue de la loi du 10 juillet 1976, relative à la protection de la nature. La création d'un arrêté de protection de biotope revient au préfet de département, généralement sur proposition d’association de protection de la nature.

## Liste
| Site                                                 | commune                                         | Date de création          | Superficie(ha) | Motif de la protection | Remarques                                | Localisation | Illustration |
| ---------------------------------------------------- | ----------------------------------------------- | ------------------------- | -------------- | --- | ---------------------------------------- | ------------ | ------------ |
| Île aux moutons et îlots Enez ar Razed et Penneg Ern | Fouesnant                                       | Arrêté du 3 juin 1999     | 2,79           | Avifaune marine : sterne pierregarin, sterne caugek, sterne de dougall | Géré par Bretagne vivante                |              |              |
| Lande de Kerleguer                                   | Treffiagat                                      | Arrêté du 6 octobre 1998  | 19,6           | Flore : renoncule à fleurs en boules, orchis coriophora | Géré par Bretagne vivante                |              |              |
| Marais de Curnic                                     | Guissény, Plouguerneau                          | Arrêté du 8 juillet 1997  | 112,45         | Flore : liparis de Loesel, drosera rotundifolia, drosera intermedia, Faune : agrion de Mercure                                                                               | Propriété du Conservatoire du littoral   |              |              |
| Église Saint-Télo                                    | Landeleau                                       | Arrêté du 28 mars 2003    |                | Chiroptères : grand rhinolophe | Géré par le Groupe mammalogique breton   |              |              |
| Étang de Poulguidou                                  | Plouhinec (Finistère), Mahalon                  | Arrêté du 23 février 1995 | 35             | Flore : drosera rotundifolia, drosera intermedia, spiranthe d'été | Géré par les mairies                     |              |              |
| Mines de Kerdévot                                    | Ergué-Gabéric                                   | Arrêté du 6 octobre 1998  | 2,35           | Chiroptères : grand rhinolophe, grand murin, murin à moustaches, murin de Daubenton, oreillard roux                                                                          | Géré par le Groupe mammalogique breton   |              |              |
| Lann Gazel                                           | Trémaouézan                                     | Arrêté du 10 octobre 1984 | 122,25         | Flore : drosera rotundifolia, drosera intermedia, pilulaire | Géré par l'association Langazel          |              |              |
| Steir Poulguen                                       | Penmarc'h                                       | Arrêté du 25 mai 1987     | 4,33           | Flore : espèces d'orchidées dont orchis coriophora, orchis palustris, spiranthe d'été                                                                                        |                                          |              |              |
| Église paroissiale de Lopérec                        | Lopérec                                         | Arrêté du 13 février 1995 |                | Chiroptères : grand rhinolophe, sérotine commune | Géré par le Groupe mammalogique breton   |              |              |
| Îlots en Baie de Morlaix                             | Carantec                                        | Arrêté du 23 janvier 1991 | 18             | Avifaune marine : grand cormoran, cormoran huppé, huîtrier pie, tadorne de Belon, sterne pierregarin, sterne caugek, sterne de dougall                                       | Géré par Bretagne vivante                |              |              |
| Grotte de Roc'h Toul                                 | Guiclan                                         | Arrêté du 18 mai 1998     | 2,27           | Chiroptères : grand rhinolophe, sérotine commune, Flore : hyménophylle de Tunbridge                                                                                          | Géré par le Groupe mammalogique breton   |              |              |
| Tourbière de Tromel                                  | Crozon                                          | Arrêté du 23 juillet 1996 | 9,47           | Flore : drosera rotundifolia, drosera intermedia, linaigrette, grassette du Portugal                                                                                         | Géré par la mairie de Crozon             |              |              |
| Montagnes et tourbières de la Feuillée               | La Feuillée                                     | Arrêté du 29 mars 2005    |                | Avifaune : Busard Saint-Martin, circaète Jean-le-Blanc, bondrée apivore, Flore : drosera rotundifolia, drosera intermedia, Sphaigne de la Pylaie                             |                                          |              |              |
| Lande de Kersidal et marais de la Dour Red           | Plomeur, Le Guilvinec et Penmarc'h              | Arrêté du 18 mai 2005     |                | Faune : fauvette pitchou, lézard vert, vipère péliade, Flore : renoncule à fleurs en boules, isoetes hitrix, centaurée maritime                                              |                                          |              |              |
| Site de Kermathéano                                  | Plomeur                                         | Arrêté du 4 décembre 2001 | 82,9           | Flore : renoncule à fleurs en boules, orchis coriophora, isoetes hitrix, potamot coloré                                                                                      |                                          |              |              |
| Falaises du Guern                                    | Crozon, Telgruc-sur-Mer                         | Arrêté du 8 juin 1998     | 24,94          | Avifaune : faucon pèlerin, grand corbeau, cormoran huppé, fulmar boréal |                                          |              |              |
| Haute vallée du Mendy                                | Berrien (Finistère), Le Cloître-Saint-Thégonnec | Arrêté du 26 juin 2003    | 370            | Flore : toutes les espèces protégées des tourbières acides à sphaignes | Géré par l'association FCBE              |              |              |
| Mines de Locmaria-Berrien                            | Locmaria-Berrien                                | Arrêté du 9 avril 1999    | 3,8            | Chiroptères : grand rhinolophe, grand murin, oreillard roux, pipistrelle commune, barbastelle d'Europe                                                                       | Géré par le Groupe mammalogique breton   |              |              |
| Penn al Lann                                         | Plobannalec                                     | Arrêté du 30 octobre 2000 | 2,74           | Flore : renoncule à fleurs en boules, orchis coriophora, isoetes hitrix | Géré par le Conseil général du Finistère |              |              |
| Kerharo-Kerboulen                                    | Plomeur                                         | Arrêté du 24 janvier 2002 | 28,3           | Flore : liparis de Loesel, spiranthe d'été, orchis coriophora | Géré par Bretagne vivante                |              |              |
| Église de Saint-Rémi                                 | Camaret-sur-mer                                 | Arrêté du 12 janvier 2001 |                | Chiroptères : grand rhinolophe et oreillard sp. |                                          |              |              |
| Église Notre-Dame de Rumengol                        | Le Faou                                         | Arrêté du 12 janvier 2001 |                | Chiroptères : grand rhinolophe, pipistrelle commune |                                          |              |              |
| Chapelle Saint-Herbot                                | Plonévez-du-Faou                                | Arrêté du 12 janvier 2001 |                | Chiroptères : grand rhinolophe, sérotine commune, murin de Natterer, oreillard gris, pipistrelle commune                                                                     |                                          |              |              |
| Église Saint-Sauveur                                 | Le Faou                                         | Arrêté du 12 janvier 2001 |                | Chiroptères : grand rhinolophe |                                          |              |              |
| Église Saint-Thurien                                 | Plogonnec                                       | Arrêté du 12 janvier 2001 |                | Chiroptères : grand rhinolophe |                                          |              |              |
| Lande de Kersaoz                                     | Treffiagat                                      | Arrêté du 18 août 2005    | 1,26           | Faune : fauvette pitchou, bécasse des bois, rainette verte, Flore : renoncule à fleurs en boules, isoetes hitrix                                                             |                                          |              |              |
| Chemin de halage de l'Odet                           | Quimper                                         | Arrêté du 18 août 2005    | 4,34           | Flore : Cranson des estuaires | Géré par la ville de Quimper             |              |              |
| Landes et tourbières de Plounéour-Ménez              | Plounéour-Ménez                                 | Arrêté du 24 mars 2010    | 791,21         | Flore : Hyménophylle de Wilson, Lycopode inondé, Lycopode en massue Lycopode sélagine, Dryopteris atlantique, Malaxis des tourbières, Spiranthe d'été, Sphaigne de la Pylaie |                                          |              |              |
| Tourbière du Mengleuz                                | Plounéour-Ménez                                 | Arrêté du 24 mars 2010    | 3,97           | Flore : Rossolis |                                          |              |              |
| Menez Kef al Lan                                     | Plounéour-Ménez                                 | Arrêté du 24 mars 2010    | 9310,          | Flore : Dryopteris atlantique, Sphaigne de la Pylaie |                                          |              |              |
| Pelouses arrière-dunaires de Porzh Tévigné           | Plouarzel                                       | Arrêté du 24 mars 2010    | 0,98           | Flore : Ophioglosse des Açores |                                          |              |              |
| Landes et tourbières du Ster Red et du Yeun          | Botmeur                                         | Arrêté du 24 mars 2010    | 311,3          | Flore : Rossolis, Lycopode inondé, Littorelle des étangs, Linaigrette engainée, Sphaigne de la Pylaie                                                                        |                                          |              |              |
| Landes tourbeuses du Roudouhir et du Libist          | Botmeur                                         | Arrêté du 24 mars 2010    | ,32186         | Flore : Rossolis, Lycopode inondé, Littorelle des étangs, Pilulaire à globules, Linaigrette engainée, Sphaigne de la Pylaie                                                  |                                          |              |              |
| Montagne de Botmeur                                  | Botmeur                                         | Arrêté du 24 mars 2010    | 253,37         | Flore : Rossolis, Lycopode sélagine, sphaigne de la Pylaie |                                          |              |              |
| Combles et clocher de Notre-Dame de l'Assomption     | Quimperlé                                       | Arrêté du 21 juin 2010    |                | Chiroptères : grand rhinolophe |                                          |              |              |
| Galerie souterraine de Bel Air                       | Quimperlé                                       | Arrêté du 21 juin 2010    |                | Chiroptères : grand rhinolophe, grand murin, murin à oreilles échancrées |                                          |              |              |
| Combles et clocher de l'église Saint-Gilles          | Elliant                                         | Arrêté du 21 juin 2010    |                | Chiroptères : grand rhinolophe |                                          |              |              |